# Betje Wolff

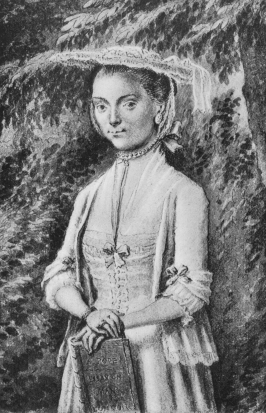
Betje Wolff

Betje Wolff, geborene Elizabeth Bekker (* 24. Juli 1738 in Vlissingen, Provinz Zeeland; † 5. November 1804 in Den Haag, Provinz Zuid-Holland) war eine niederländische Schriftstellerin.

## Leben

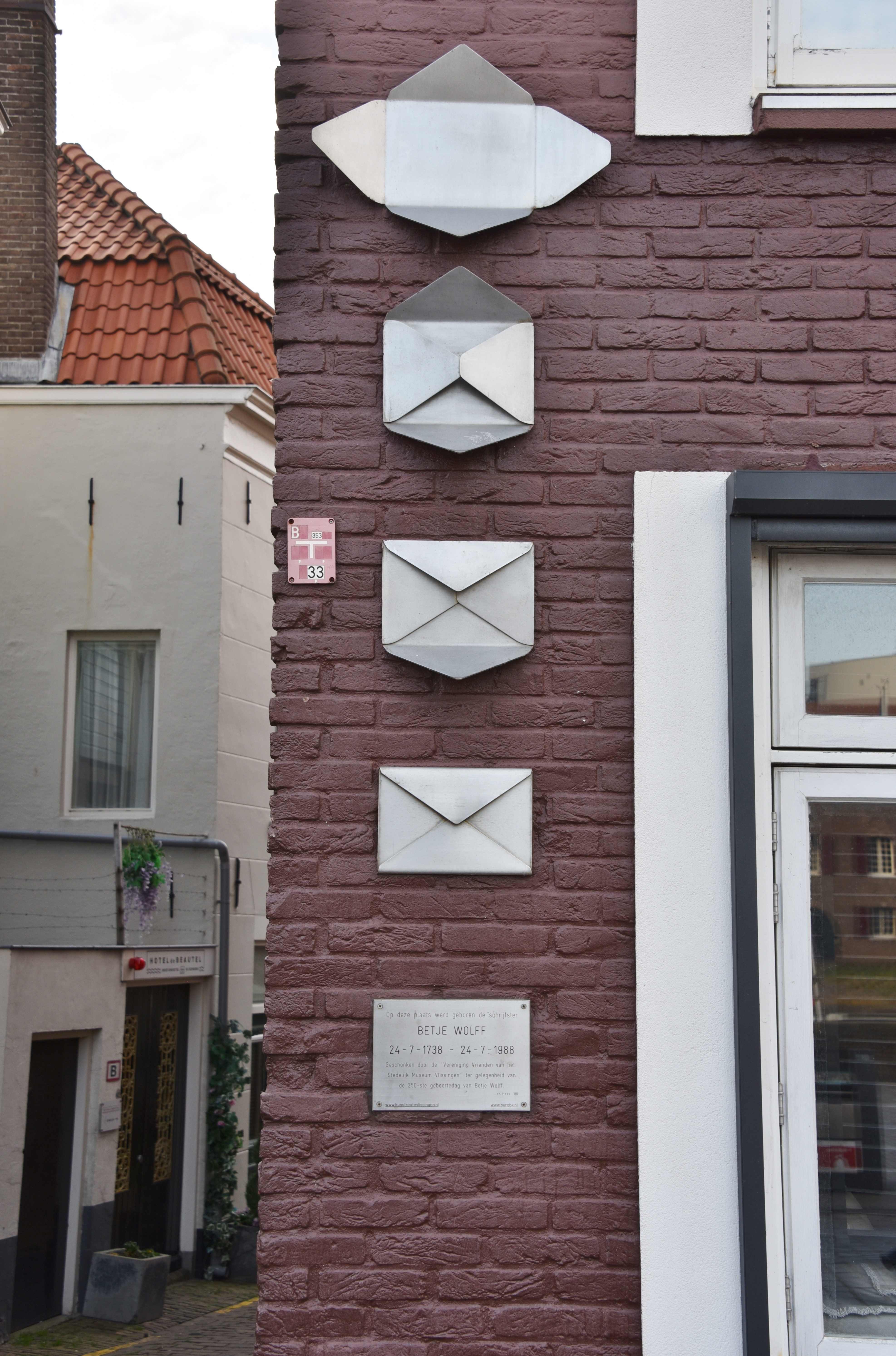
Denkmal Briefwechsel Betje Wolff mit Aagje Deken

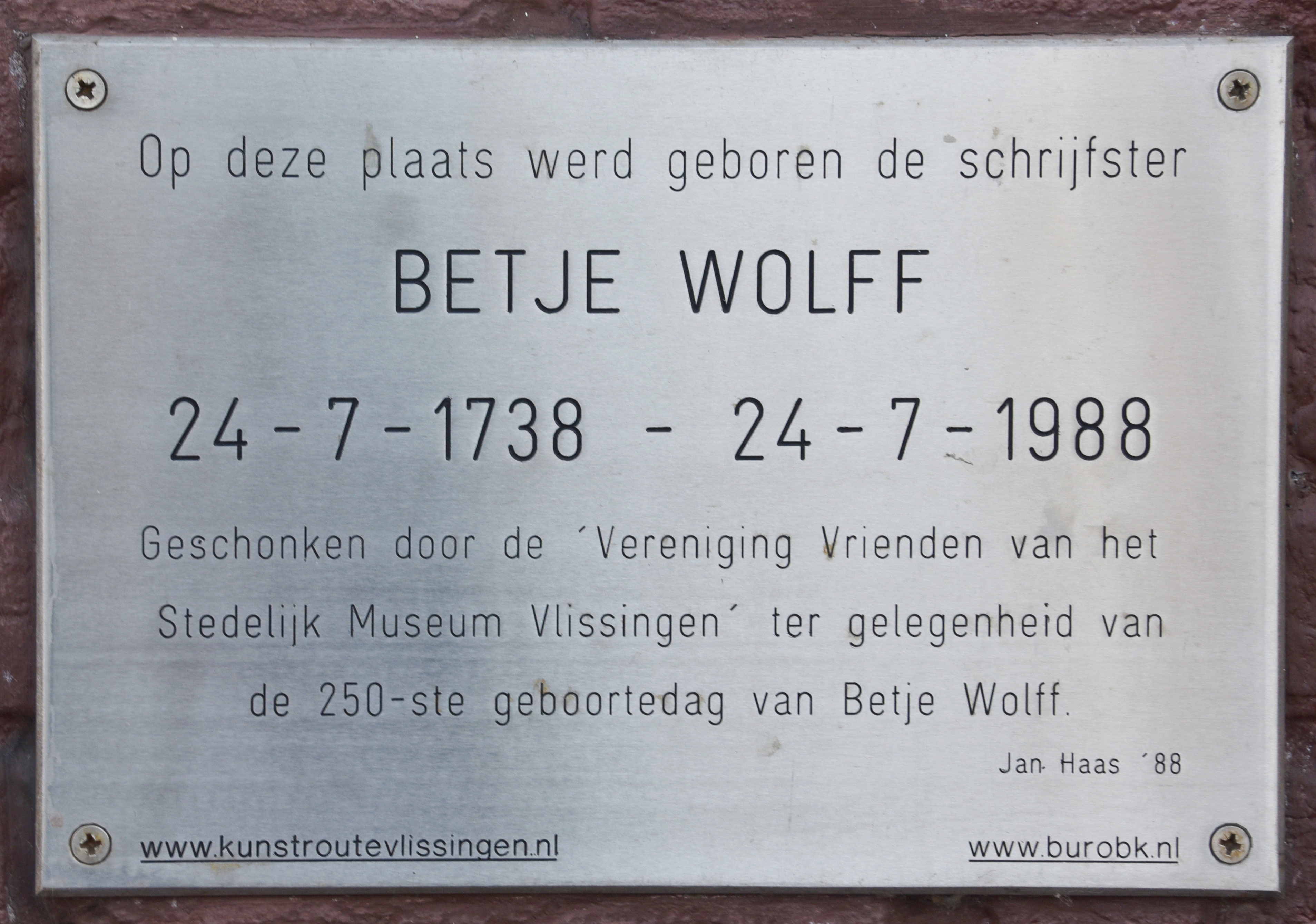
Gedenktafel zu ihrem 250sten Geburtstag

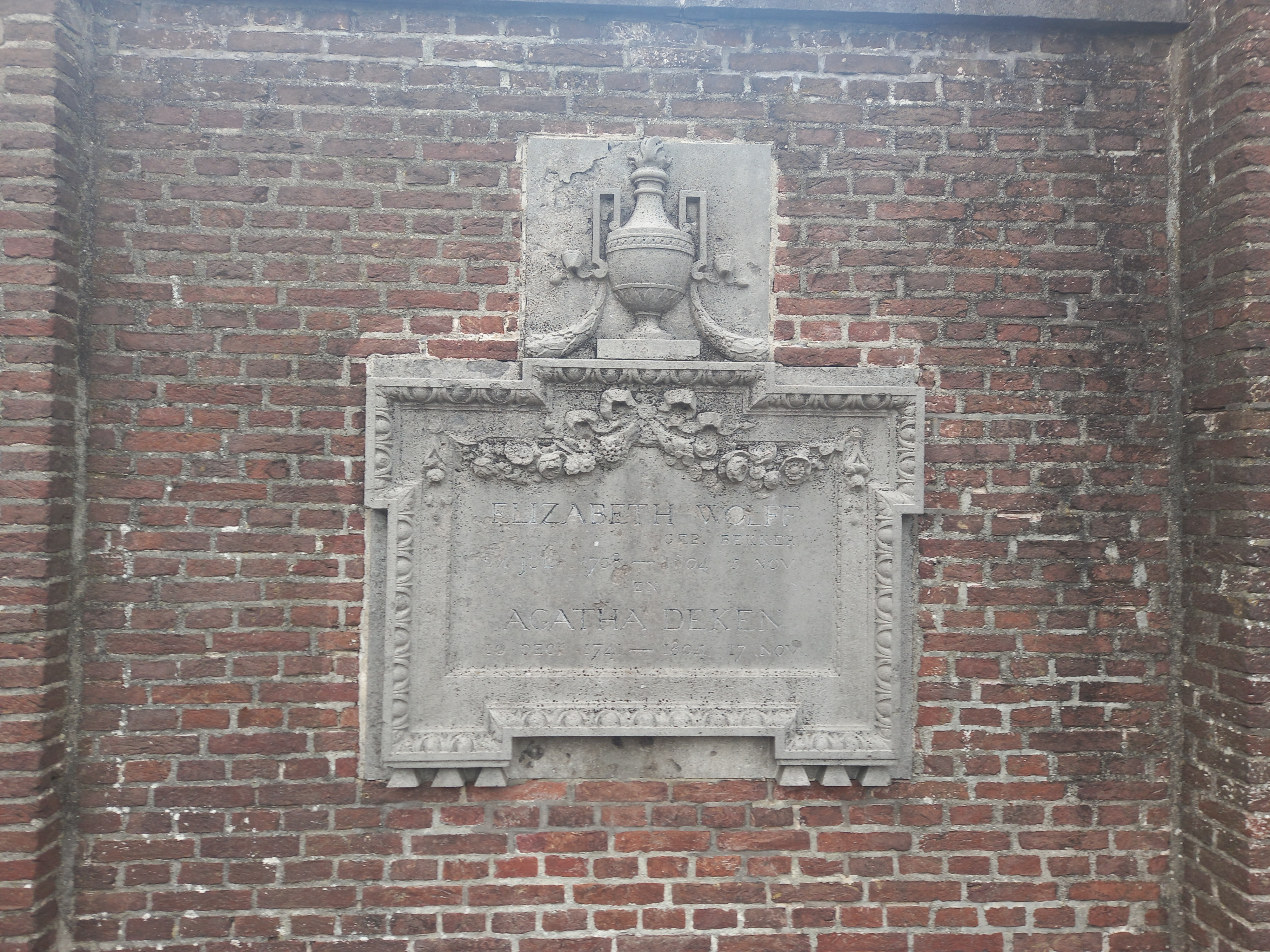
Das Grab von Betje Wolff und Aagje Deken auf dem Friedhof "Ter Navolging" in Scheveningen

Wolff stammte aus einer wohlhabenden calvinistischen Familie: sie war das jüngste Kind des Kaufmanns Jan Bekker (1695–1783) und dessen Ehefrau Johanna Boudrie (1701–1751). Ihr Vorname Betje ist die Koseform ihres Vornamens Elisabeth. Ihre Schulbildung erfuhr sie durch Hauslehrer und Gouvernanten.
Wolff heiratete am 18. November 1759 in Beemster (Provinz Noord-Holland) den Pastor (Niederländisch-reformierte Kirche) und Schriftsteller Adriaan Wolff (1707–1777). Sie war die zweite Ehefrau ihres mehr als doppelt so alten Ehemannes. Nach dem Tod von Adriaan Wolff begann sie einen Briefwechsel mit der Schriftstellerin Aagje Deken, die sie einige Zeit später auch persönlich kennenlernte.
Als 1781 Deken eine Erbschaft zugesprochen bekam, mieteten die beiden zusammen ein Haus in Beverwijk (Provinz Noord-Holland). In dieser Zeit begannen Wolff und Deken auch zusammen zu publizieren. Als sich 1787 die politische Lage (→Preußischer Einmarsch in Holland) zu eskalieren drohte, ging Wolff zusammen mit Deken nach Frankreich. Sie ließen sich 1788 in Trévoux (Département Ain) nieder und lebten dort beinahe zehn Jahre. Im Frühjahr 1797 kehrten die beiden aus wirtschaftlichen Gründen in die Niederlande zurück und ließen sich in Den Haag nieder. 
Mit 66 Jahren starb Betje Wolff in Den Haag und fand ihre letzte Ruhestätte auf dem Friedhof von Scheveningen. Aagje Deken starb neun Tage nach ihr.

## Rezeption
Wolffs Frühwerk waren Gedichte und kleinere satirische Erzählungen. Den größten Erfolg erzielte sie dabei mit „De menuet en de Dominées-Pruik“, ein für seine Zeit witziges treffendes Werk. Später kamen dann Romane, welche von ihren Lesern ebenfalls hochgelobt wurden. Die Bedeutung von Wolff für die holländische Literatur beruht weniger auf Lyrik, denn auf ihrer Prosa, welche sie meist zusammen mit Deken schrieb. Als Hauptwerk gilt ihr Roman „De historie van mejuffrouw Sara Burgerhart“.

## Ehrungen
- In ihrem Wohnhaus in Beemster wurde 1950 das Museum Betje Wolff etabliert.[1]

## Werke (Auswahl)
Erzählungen
- De menuet en de Dominées-Pruik. Amsterdam 1954 (Nachdruck d. Ausg. Amsterdam 1777)
- Briefen van Constantia Paulina Dortsma.
  - Deutsch: Constantia Paulina Dortsma. Eine Satire in Briefen. Verlag 28 Eichen, Barstorf 2018, ISBN 978-3-96027-095-9 (übersetzt von Nadine Erler)

Gedichte und Lieder
- Walcheren. In vier zangen. Amsterdam 1769.
- De brief van Jacoba van Bayeren.
- Andromache aan Agamemnon.[2]
- Wandelingen in Bourgogne.

Romane
- De historie van mejuffrouw Sara Burgerhart. Den Haag 1782 (2 Bände)
  - Deutsch: Sara Reinert. Eine Geschichte in Briefen, dem schönen Geschlechte in Deutschland gewidmet. Nicolai, Berlin 1796 (übersetzt von Johann Gottwerth Müller).
- Historie van Willem Leevend. Den Haag 1784/1785 (8 Bände)
  - Deutsch: Wilhelm Levend. Eine moralische Geschichte aus der wirklichen Welt zur Beförderung der Menschenkunde. Oehmike, Berlin 1798/1800 (2 Bände)
- Brieven van Abraham Blankaart. Den Haag 1787/1789 (3 Bände)
- Cornelia Wildschut. Den Haag 1793 (6 Bände)
  - Deutsch: Klärchen Wildschütt oder die Folgen der Erziehung. Berlin 1800 (übersetzt von Johann Gottwerth Müller).

Sammlungen
- Johannes van Vloten (Hrsg.): Het leven en de uitgelezen werken van E. Wolff-B. (= Klassiek letterkundig panthéon, Band 85/86). Schiedam 1866.
- Johannes van Vloten (Hrsg.): Lotse proza-stukken en brieven. Schiedam 1866.